# Klinik unter Palmen
Klinik unter Palmen è una serie televisiva tedesca, ideata da Yvonne Wussow  e prodotta dal 1996 al 2003 Protagonista della serie è l'attore Klausjürgen Wussow.
La serie si compone di 8 stagioni (o 5 secondo un'altra suddivisione), per un totale di 23 episodi.
Il primo episodio, intitolato Der Wundeheiler, fu trasmesso in prima visione il 2 febbraio 1996; l'ultimo, intitolato Letzte Liebe, fu trasmesso in prima visione il 10 gennaio 2003.

## Descrizione
Protagonista delle vicende è il Dottor Frank Hofmann, un medico tedesco che esercita la propria professione in varie cliniche di Paesi esotici quali Filippine, Thailandia, Repubblica Dominicana, Messico e Cuba.
La serie si conclude con la morte per infarto del Dottor Hofmann.

## Ascolti
La messa in onda della serie in prima visione registrò in Germania una media di 5,5 milioni di telespettatori., con uno share del 17%..